# Web 2.0

Tag cloud, typický prvek webu 2.0, zobrazující jeho dílčí části

Web 2.0 je termín pro ustálené označení etapy vývoje webu, v níž byl pevný obsah webových stránek nahrazen prostorem pro sdílení a společnou tvorbu obsahu. Tento pojem se nevztahuje k žádným technickým specifikacím, ale ke změnám ve způsobu, jakým jsou webové stránky navrženy a používány.
Tim O’Reilly definoval Web 2.0 jako revoluci podnikání v počítačovém průmyslu způsobenou přesunem k chápání webu jako platformy a pokus porozumět pravidlům, které na této platformě povedou k úspěchu. Jako klíčové pravidlo uvedl tvoření aplikací, které využívají síťový efekt a budou se zlepšovat s přibývajícím počtem uživatelů, což Tim O’Reilly jinde označil jako využívání kolektivní inteligence. Dalším z možných způsobů, jak termín Web 2.0 definovat, nebo jak popsat, co projekty Web 2.0 splňují, je tag cloud (na obrázku vpravo), tedy množina klíčových a mezi sebou vzájemně provázaných slov.

## Historie
Termín Web 2.0 poprvé použila Darcy DiNucci v roce 1999 ve svém článku "Fragmented future":
"Web, jak ho známe teď, který se jako statický text načte do okna prohlížeče, je jen zárodek webu, který přijde. První záblesky Webu 2.0 se již začínají objevovat a my sledujeme, jak se toto embryo začíná vyvíjet. Web bude chápán ne jako obrazovky plné textu a grafiky, ale jako prostředí, jako éter, jehož prostřednictvím dochází k interaktivitě. Objeví se na obrazovce počítače, na televizním přijímači, na palubní desce, na mobilním telefonu, na herní konzoli, a možná, že i na vaší mikrovlnné troubě."
O rozšíření povědomí o tomto termínu se zasloužila “Web 2.0 Conference", první konference zabývající se tématem Webu 2.0, pořádaná O’Reilly Media a MediaLive 5. října 2004 v San Franciscu. Zde John Battelle a Tim O’Reilly definovali pojem “Web jako platforma“, kde softwarové aplikace jsou postaveny na webu, nikoli na ploše. Předložili zde také myšlenku, že činnost uživatelů generující obsah (například ve formě textů, obrázků, videí, nebo nápadů) může být využita pro vytváření různých hodnot a uvedli, že unikátní na Webu 2.0 je například to, že váš byznys pro vás mohou budovat sami zákazníci.

## Charakteristické rysy
- uživatel je vtažen do tvorby obsahu
- vznik uživateli garantovaného obsahu (decentralizace autorit)
- otevřená komunikace, sdílení a znovuvyužití informací
- webové stránky se z izolovaných úložišť informací mění na zdroje obsahující informace i funkcionalitu – stávají se tak platformou poskytující webové aplikace koncovému uživateli
- lépe organizovaný a roztříděný obsah s propracovanější hyperlinkovou strukturou

Tabulka charakterizující a srovnávající Web 1.0 a Web 2.0, kterou v roce 2005 zformulovali Tim O’Reilly a Dale Dougherty na společném brainstormingu konference o Webu 2.0 v San Franciscu.
| Web 1.0 | Web 2.0 |
| --- | --- |
| DoubleClick – reklamní služba, která na webové stránky umisťuje bannerové reklamy                                                           | Google AdSense – reklamní služba umisťující texty, obrázky, videa a mediální reklamy, které jsou cílené na obsah webových stránek a uživatele    |
| Ofoto – webová stránka zaměřená na digitální fotografování, na které uživatelé mohou ukládat, sdílet, prohlížet a tisknout digitální snímky | Flickr – webová stránka pro sdílení fotografií a videa, která umožňuje používat tzv. tagy                                                        |
| Akamai – poskytovatel sítí distribuovaného obsahu                                                                                           | BitTorrent – nástroj pro peer-to-peer (“P2P“) distribuci dat přes internet                                                                       |
| mp3.com – webová stránka poskytující informace o digitální hudbě                                                                            | Napster – peer-to-peer (“P2P“) internetová služba zaměřena na sdílení digitálních zvukových souborů ve formátu MP3                               |
| Britannica Online – sepsána odborníky | Wikipedie – může být napsána a upravena kýmkoli, dokonce i amatéry a neodborníky                                                                 |
| Osobní webové stránky | Blog |
| Evite | Upcoming.org a EVDB |
| Domain name speculation – identifikace a evidence nebo získání internetové domény s úmyslem pozdějšího prodeje za účelem zisku              | Search engine optimalization (SEO) – proces ovlivňující viditelnost webové stránky ve výsledcích webového vyhledávače, za které nebylo zaplaceno |
| Počet zobrazení stránky | Cena za kliknutí |
| Publikování online dokumentů, které musely být schváleny                                                                                    | Masová účast uživatelů, kde není nutnost schválení obsahu                                                                                        |
| Systémy pro správu obsahu – software zajišťující shromáždění a správu informací                                                             | Wiki, které umožňují přispívat téměř všem uživatelům                                                                                             |
| Adresáře | Tagy webových stránek, obrázků a videí |

## Technologie charakteristické pro Web 2.0
- Wiki - Wikipedia, Scholarpedia, ...
- MashUp - Google News
- Sociální sítě - Facebook, Plaxo, Twitter, My space
- Blogy - Blogger.com, Blog.com, Blog.cz, Webnode ...
- Sdílení videa, fotografií, ... - YouTube, Flickr, ...
- Webová fóra
- Otázky a odpovědi - Reddit, Stackexchange

## Problémy a slabiny
To, že dnešní aplikace Webu 2.0 jsou volně přístupné a dynamicky vytvářené, způsobuje bezpečnostní riziko - uživatel může nahrát obsah, který bude obsahovat malware, za účelem provedení nějaké škodlivé operace. To může být kupříkladu nahrání (neplaceného) antiviru na webovou stránku (často sociální sítě – např. Facebook), který poté namísto ochrany proti virům nějaký vir načte, nebo třeba nahrání škodlivého kódu obsahujícího keylogger, což je software, který zaznamenává stisknuté klávesy oběti (včetně informací o kreditních kartách, heslech, atd.) a posílá je zpátky útočníkovi.
Níže jsou popsány některé ze slabin Webu 2.0 
- Cross Site Scripting (XSS) – Metoda, při níž uživatel vloží svůj vlastní spustitelný kód do webové stránky. To může vést například k tomu, že se po navštívení dané stránky kód spustí, čímž může útočník převzít kontrolu nad počítačem oběti.
- Cross Site Request Forgery (CSRF) – Při tomto útoku používá uživatel buď IP adresu oběti nebo cookies, aby obešel firewall ochranu. To v důsledku umožňuje útočníkovi jednat jako vlastník napadeného počítače, a tím pádem provádět řadu škodlivých akcí - od výběru peněz z bankovního účtu oběti až po změnu konfigurace lokálního firewallu.
- SQL Injection – Uživatel vloží na webové stránky svůj vlastní SQL dotaz prostřednictvím vstupních údajů. Útočník má poté přístup nejen k webovým aplikacím a databázi, ale v závislosti na databázi také k operačnímu systému.
- XSS Worms – Útočník nahraje samostatně se rozmnožující XSS kód na webovou stránku/aplikaci, který se poté šíří navštěvováním dané stránky.
- Mashups – Hlavní myšlenkou je to, že v sobě spojuje zdroje a služby z několika webových stránek do jedné jediné uživatelské zkušenosti. Může se připojit k webovým stránkám, které nejsou nutně pod kontrolou poskytovatele, a tím se stává bezpečnostním rizikem pro poskytovatele obsahu.
- Autentizační a autorizační vady – V ověřovacích a schvalovacích technikách existují různé nedostatky. Například neexistence maximálního stáří hesla, to, že délka a složitost hesla mohou být předem stanoveny, že heslo může být uhodnuto (nedostatečná ochrana), nebo například to, že ID relace mohou být předvídány, a že většinou pro ně není žádný časový limit co se týče výpadku nebo životnosti.
- Únik informací – Někdy může dojít k neúmyslnému úniku dat z aplikací o jejich vnitřním pracování. Informace lze získat například malými změnami v URL. Například “http://www.mywebsites.com/home.html“. Pokud místo „home.html“ zkusíme „admin.html“ (což se nevyskytuje v rozhraní webových stránek), může to zobrazit konkrétní stránku, pokud je ovšem na serveru přítomna.

### Komentáře a zpravodajství

#### nezaujaté
- Rozsáhlá diplomová práce popisující web 2.0, Adam Zbiejczuk, červen 2007

#### kritické
- Web 2.0? It doesn't exist Archivováno 30. 12. 2005 na Wayback Machine., by Russell Shaw, 17.12.2005
- Web 2.0: It's … like your brain on LSD!, by Andrew Orlowski, 21.10.2005
- The amorality of Web 2.0, by Nicolas G. Carr, 3.10.2005

#### nadšené, podporující
- Bez Web 2.0 pochcípá český internet na zatuchlost Archivováno 27. 10. 2006 na Wayback Machine., Patrick Zandl, 8.9.2006
- We Are the Web Archivováno 7. 8. 2006 na Wayback Machine., by Kevin Kelly, (early) 2006
- We the Media, by Dan Gillmor, červenec 2004, ISBN 0-596-00733-7